# Spektrochemická řada ligandů
Spektrochemická řada ligandů je seznam ligandů seřazených podle síly (rozštěpu) ligandového pole. Podle teorie krystalového pole (CFT) ligandy zvětšují rozdíl v energii mezi d-orbitaly (Δ - síla ligandového pole), to se často jeví různou barvou komplexních sloučenin se stejným centrálním atomem. Štěpení roste v řadě d-orbitalů 3d<4d<5d.
Ligandy jsou seřazeny od nejmenšího Δ k největšímu Δ v následující řadě. Hodnota Δ se v rozštěpu pohybuje v rozmezí od 0,8 do 1,8, což znamená, že ligandy ze začátku řady rozštěp zmenšují a ligandy z konce řady výrazně zvětšují.
I− < Br− < S2− < SCN− < Cl− < N3− < F− < NCO− < OH− < ONO− < C2O42− ≈ H2O < NCS− < NC− < pyridin < NH3 < ethylendiamin < bipyridyl < 1,10-fenantrolin < NO2− < CNO− < CN− < CO